# Architype Van Doesburg

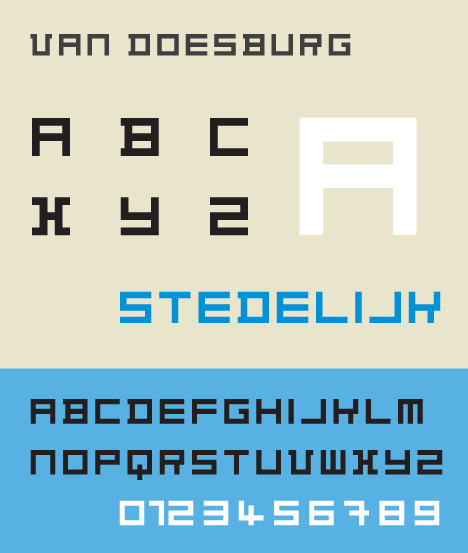
Voorbeeld van lettertype Architype Van Doesburg (1997)

Architype Van Doesburg is een geometrisch, schreefloos lettertype, gebaseerd op het lettertype dat Theo van Doesburg, oprichter van De Stijl, rond 1919 ontwierp.

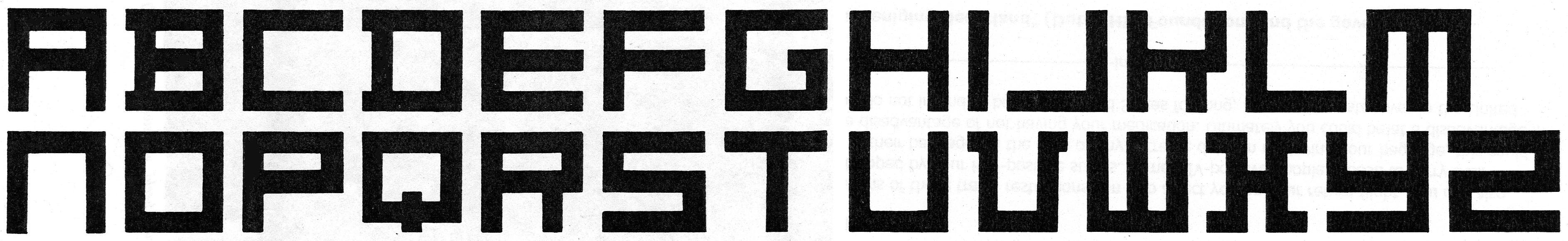
Theo van Doesburg. Lettertype. ca. 1919

Het gehele lettertype is opgebouwd uit horizontale en verticale lijnen. Aan elk teken ligt een raster van 5 bij 5 eenheden ten grondslag. Het vertoont overeenkomsten met het lettertype dat Piet Zwart in 1917 ontwierp, maar ook met het lettertype dat Van Doesburg zelf in 1928 speciaal voor de Aubette in Straatsburg ontwierp. Beide lettertypen vormen de basis voor latere experimenten met geometrische vereenvoudiging, zoals het New Alphabet van Wim Crouwel uit 1967 en vroege digitale lettertypen als Lo-Res en Emperor 8 van Zuzana Licko. Architype Van Doesburg en Architype Aubette maken, naast vergelijkbare lettertypen als Architype Van der Leck, deel uit van een serie vroeg-twintigste-eeuwse experimentele lettertypen, in 1997 gedigitaliseerd door Freda Sack en David Quay van The Foundry in Londen.